# Alonso Carrillo de Albornoz
Alonso Carrillo de Albornoz (?,? - ?, 14 de juny de 1514) va ser un religiós castellà, bisbe de Catània (1486-1496) i bisbe d'Àvila (1496-1514).
Fill sisè de Gómez Carrillo de Albornoz, conseller de Joan II i d'Enric IV, i de Teresa de Toledo, germana del primer duc d'Alba. Era nebot del cardenal Gil de Albornoz. Va ser canonge de la catedral de Toledo i bisbe de Catània, a Sicília, nomenat el 8 de novembre de 1486. Mentre encara estava en l'exercici del seu càrrec va tornar a Castella en qualitat de visitador i reformador dels monestirs castellans de l'Orde de Sant Benet, missió encomanada pel papa Innocenci VIII, a instàncies dels Reis Catòlics, per tal d'encarregar-se de la reforma eclesiàstica, que el durà en primer lloc a Galícia el 1489. Durant aquest període també es feren inspeccions a universitats, de les quals hi havia denúncies dels corregidors reials sobre la mala praxis i la conducta indigna dels frares. Poc després va ser nomenat bisbe d'Àvila, el 27 de juny de 1496. També va ser president de Cancelleria de Ciudad Real, i després de la Cancelleria de Granada, creada pocs anys abans, el 1505. Va exercir patronatge a la catedral de Toledo, a la qual dotà de dues capellanies, en una de les quals fou enterrat, amb el beneplàcit del cardenal Cisneros, a la seva mort, el 14 de juny de 1514.